# 전세현
전세현(1982년 12월 16일 ~ )은 대한민국의 배우이다. 전세홍으로 데뷔하였고, 2013년 2월경 전세현으로 개명하였다.

## 학력
- 동현초등학교
- 부곡여자중학교
- 금정여자고등학교
- 상명대학교 영화학 학사

## 연기 활동

### 드라마
| 연도 | 방송       | 제목                            | 역할               | 비고     |
| ---- | ---------- | ------------------------------- | ------------------ | -------- |
| 2007 | OCN Movies | P씨네                           | 조대협             |          |
| 2010 | tvN        | 위기일발 풍년빌라               | 유라               |          |
| 2010 | KBS2       | 추노                            | 왕손의 두번째 여인 |          |
| 2010 | MBC        | 아직도 결혼하고 싶은 여자       | 전세리             |          |
| 2010 | tvN        | 재밌는 TV 롤러코스터 - 연애빅뱅 | 전세홍             |          |
| 2010 | MBC        | 욕망의 불꽃                     | 진숙               |          |
| 2011 | GTV        | 우리가 연애를 못하는 이유       | 송선영             |          |
| 2011 | EBS        | TV로 보는 원작동화'심부름'편    | 담임 선생님        |          |
| 2011 | E채널      | 여제                            | 최유미             |          |
| 2011 | tvN        | 꽃미남 라면가게                 | 불량한 히피녀      |          |
| 2013 | MBC        | 기황후                          | 오재인             |          |
| 2015 | SBS        | 미세스 캅                       | 김민영             |          |
| 2015 | SBS        | 리멤버 - 아들의 전쟁            |                    |          |
| 2016 | KBS2       | 아이가 다섯                     | 천성희             |          |
| 2016 | KBS2       | 우리집에 사는 남자              | 김란숙             |          |
| 2017 | KBS2       | 완벽한 아내                     | 허문숙             |          |
| 2017 | SBS        | 브라보 마이 라이프              | 강하경             |          |
| 2017 | OCN        | 멜로홀릭                        | 박교수             |          |
| 2018 | KKBS2      | 끝까지 사랑                     | 세나의 엄마        | 특별출연 |
| 2018 | tvN        | 빅 포레스트                     | 희영               |          |
| 2018 | OCN        | 신의 퀴즈: 리부트               | 라희영             |          |
| 2019 | SBS        | 배가본드                        | 추기자             | 특별출연 |

### 영화
- 2005년 《댄서의 순정》
- 2006년 《달콤, 살벌한 연인》 ... 여직원 친구 역
- 2006년 《시간》 ... 오해 남의 연인 역
- 2008년 《아기와 나》 ... 과거 준수 여자 3 역
- 2008년 《첫사랑》
- 2009년 《실종》 ... 현아 역
- 2011년 《짐승》 ... 세연 역
- 2022년 《B컷》 ...민영 역

### 공연
- 2011년 《느릅나무 그늘의 욕망》 ... 애비 역

### M/V
- 2010년 원투 - 와랄라랄라레
- 2010년 재현 - Picasso
- 2011년 김소리 - 심장이 춤춘다(feat. 슈프림팀)

## 수상
- 2003년 제18회 월드미스유니버시티 특별상
- 2009년 제32회 황금촬영상 시상식 신인여우상

## 가족 관계
- 동생: 전효진